# Никкери (река)
Никкери (нидерл. Nickerie) — река в северо-западной части Суринама, в округах Сипаливини и Никкери.

## Описание
Река берёт своё начало на западном склоне гор Бакхёйс, близ верховьев водораздела Адампада. Затем она течёт на север, где образует границу между округами Корони и Никкери. По течению Никкери образует водопады Бланш-Мари и Ван-Эден. После река резко поворачивает на запад. С левой стороны в неё впадает ручей Парис-Якоб. Далее Никкери течёт по равнине через города Вагенинген и Ньив-Никкери. За Вагенингеном в неё впадает река Маратакка. У Ньив-Никкери сама Никкери впадает в реку Корантейн, вместе с которой впадает в Атлантический океан.
В целом это узкая река. Ширина её составляет около 50 метров, но близко к устью увеличивается до примерно 150 метров. Она имеет достаточную глубину для судоходства (около 20 метров), но в устье реки встречаются мели. Никери в настоящее время имеет площадь около 10 000 км².

## Использование
Многие фермеры используют воду из реки для орошения полей. На лодках по Никкери перевозят в основном рис в другие части страны. Около устья Ньив-Никкери есть порт, использующийся главным образом для транспортировки бананов и риса на океанские суда для экспорта в другие страны. Малые рыболовные хозяйства вносят свой вклад в развитие экономики региона.
На Никкери есть мост в коммуне Грот-Хенар, который является частью дороги Восток-Запад-Линк. Другой мост Байли построен рядом с Камп-52 на дороге Юго-Восток-Запад.